# Fosse du Chaufour
La fosse du Chaufour, également orthographiée Chauffour, de la Compagnie des mines d'Anzin est un ancien charbonnage du bassin minier du Nord-Pas-de-Calais, situé à Anzin jusque 1825, puis à Valenciennes. La fosse est commencée en 1762, soit cinq ans après la fondation de la compagnie, un an après le début des travaux de la fosse du Mouton Noir et un an avant ceux de la fosse du Beaujardin. La fosse du Poirier, tout aussi proche, est commencée en 1773. La fosse du Chaufour exploite des veines de houille grasse. Au fil des années, les travaux sont de plus en plus profonds, ce qui vaut à la fosse de rester la plus profonde du bassin minier pendant assez longtemps.
Le 9 avril 1823, une catastrophe cause la mort d'une vingtaine de mineurs, elle est assez médiatisée par la presse régionale, et des souscriptions sont organisées au profit des familles des disparus, et le 26 juin 1824 un nouveau coup de grisou cause à nouveau une vingtaine de morts,La fosse cesse définitivement d'extraire en 1878 après avoir produit 1 300 000 tonnes de charbon depuis 1807. Son puits est serrementé et comblé en 1884.
En 1991, un sondage de décompression est effectué, non loin de la fosse du Chaufour, entre les fosses du Beaujardin et du Poirier, et contre le tunnel d'Anzin. En 2002, Charbonnages de France retrouve le puits du Chaufour, et y met en place l'année suivante un bouchon en béton, et matérialise la tête de puits. Un exutoire de grisou y est adjoint.

## La fosse

### Fonçage
Le fonçage du puits du Chaufour commence en 1762 sur le territoire d'Anzin, dans le quartier de l'Écorchoir, mais cette partie d'Anzin est cédée à Valenciennes en 1825,. Le cuvelage est en briques.
Dans le même secteur, au-delà des fortifications de Valenciennes, et de l'Escaut, la Compagnie des mines d'Anzin ouvre un an plus tôt, en 1761, à 230 mètres au sud-sud-ouest, sur Valenciennes, la fosse du Mouton Noir, et en 1763, à 275 mètres au nord-nord-est, la fosse du Beaujardin, sur Anzin (son puits d'épuisement en l'occurrence, car le puits d'extraction est situé à 335 mètres).
La fosse est dénommée fosse du Chaufour, bien que l'orthographe plus ancienne du Chauffour subsiste également. Un chaufour est un four à chaux.

### Exploitation
Le terrain houiller est atteint à la profondeur de 45 mètres, et le premier accrochage est établi à la profondeur de 108 mètres. La fosse du Poirier est commencée à 240 mètres au nord-nord-est en 1773, à une cinquantaine de mètres au sud du puits d'épuisement de la fosse du Beaujardin.
En 1791, la Compagnie des mines d'Anzin possède vingt-cinq puits d'extraction servant ou prêts à servir, trois puits en tentative ou en souffrance, huit puits d'épuisement avec machine à feu et un en cours d'exécution ou en souffrance, soit un total de trente-sept puits, onze de plus que lors de sa fondation en 1757,.
La fosse exploite plusieurs veines de houille grasse, dénommées Voisine, Maugrétout et Grande Veine. Le 9 avril 1823, une vingtaine de mineurs perdent la vie dans la catastrophe du Chaufour. Cette fosse profonde est réputée très grisouteuse, ce jour-là, deux rescapés témoignent qu'ils ont vu un ouvrier placer sa chandelle dans la voie de fond, et que celle-ci a soit enflammé la poussière de charbon qui avait été déplacée, ou alors a enflammé l'hydrogène provenant des remblais. Cette catastrophe a été largement médiatisée dans la presse régionale, et diverses souscriptions ont été effectuées au bénéfice des familles des victimes.
La fosse du Chaufour est arrêtée à l'extraction en 1878. Son puits compte seize accrochages, et a atteint la profondeur de 630 mètres, ce qui lui a valu d'être longtemps resté le puits le plus profond du bassin minier. Depuis 1807, la fosse a produit 1 300 000 tonnes de houille. Le puits est finalement serrementé dans sa partie courante et comblé en 1884.

### Reconversion
Charbonnages de France localise la tête du puits du Chaufour en 2002. Du remblai y a été retrouvé jusqu'à la profondeur de 3,50 mètres. L'année suivante, en 2003, un bouchon en béton est exécuté de l'orifice du puits jusqu'à la profondeur de cinq mètres, et un exutoire de décompression est mis en place. Le niveau d'eau est estimé être à la profondeur de 165 mètres NGF. Le BRGM y effectue des inspections chaque année.
Un sondage de décompression S12 est exécuté à 260 mètres au nord-nord-est (50° 22′ 05″ N, 3° 30′ 59″ E) de la fosse du Chaufour du 17 avril au 7 juin 1991. D'un diamètre de 11,4 centimètres, il a recoupé d'anciens travaux à la profondeur de 104,5 mètres et a été arrêté à 109 mètres. Bien que rattaché à la fosse du Chaufour par sa dénomination, il est en fait situé entre la fosse du Poirier et le puits d'épuisement de la fosse du Beaujardin, et contre la section finale du tunnel d'Anzin.

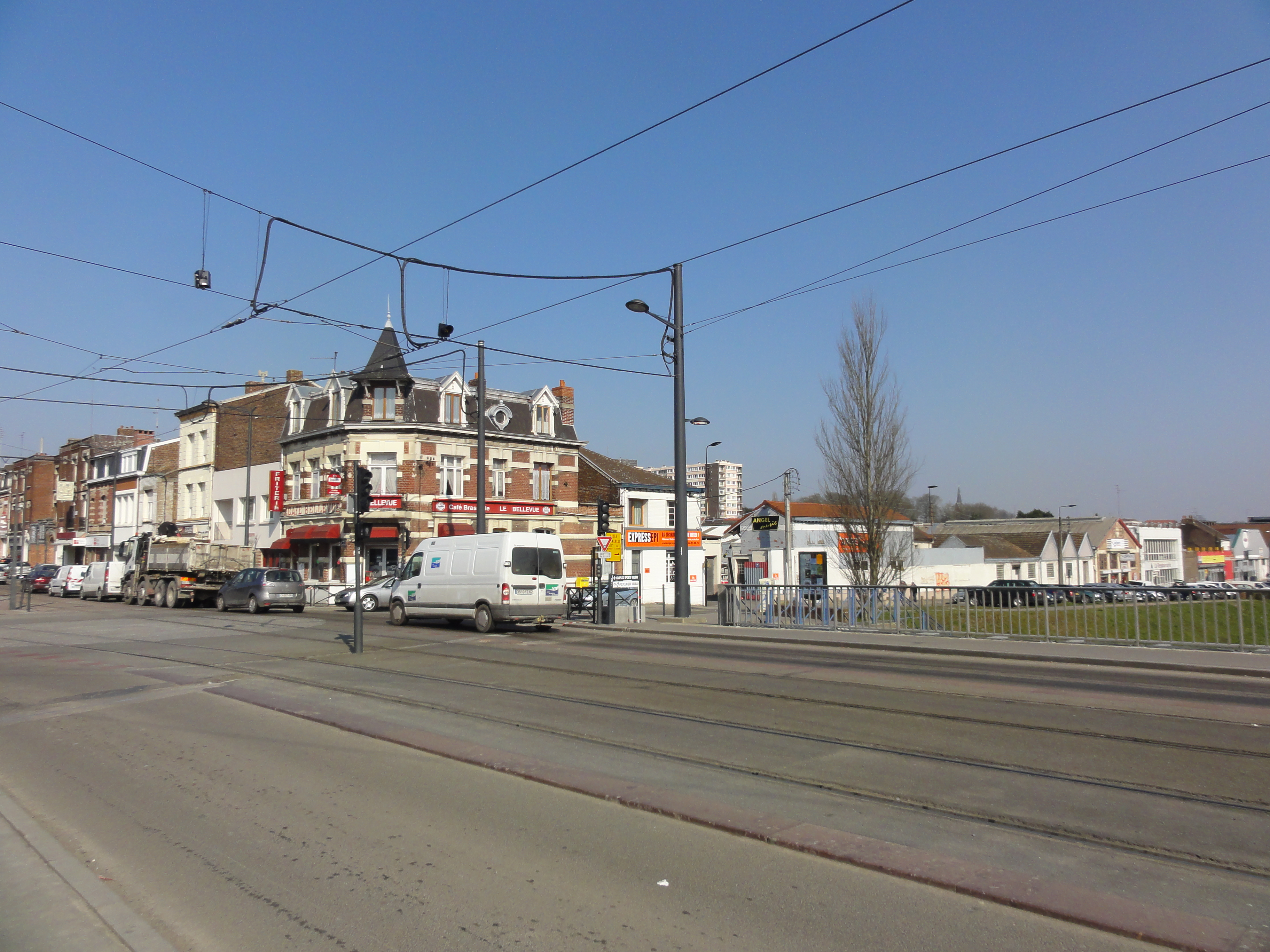
Le pâté de maisons qui a été construit sur le carreau de la fosse du Chaufour.
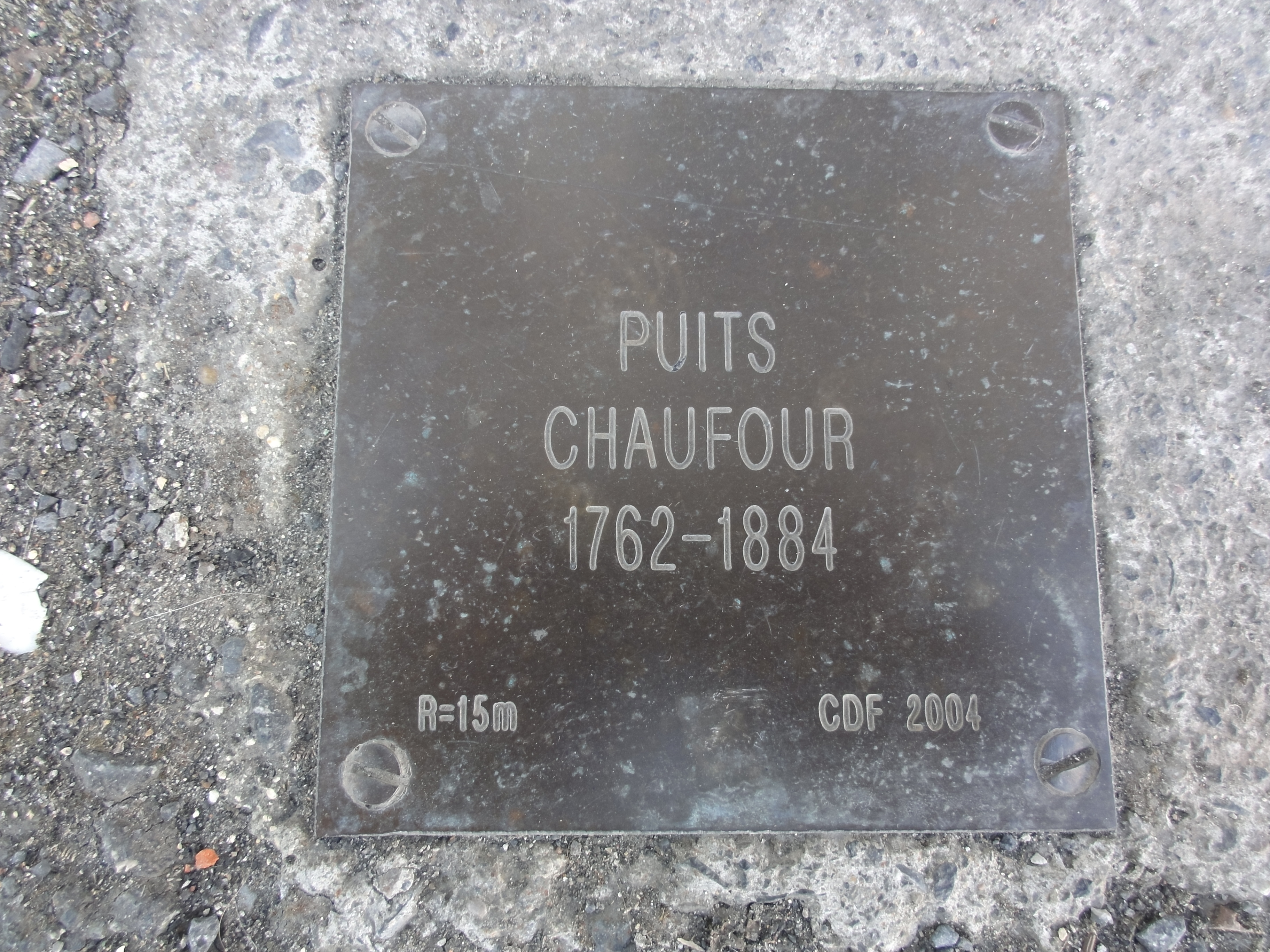
« Puits du Chaufour, 1762-1884 ».
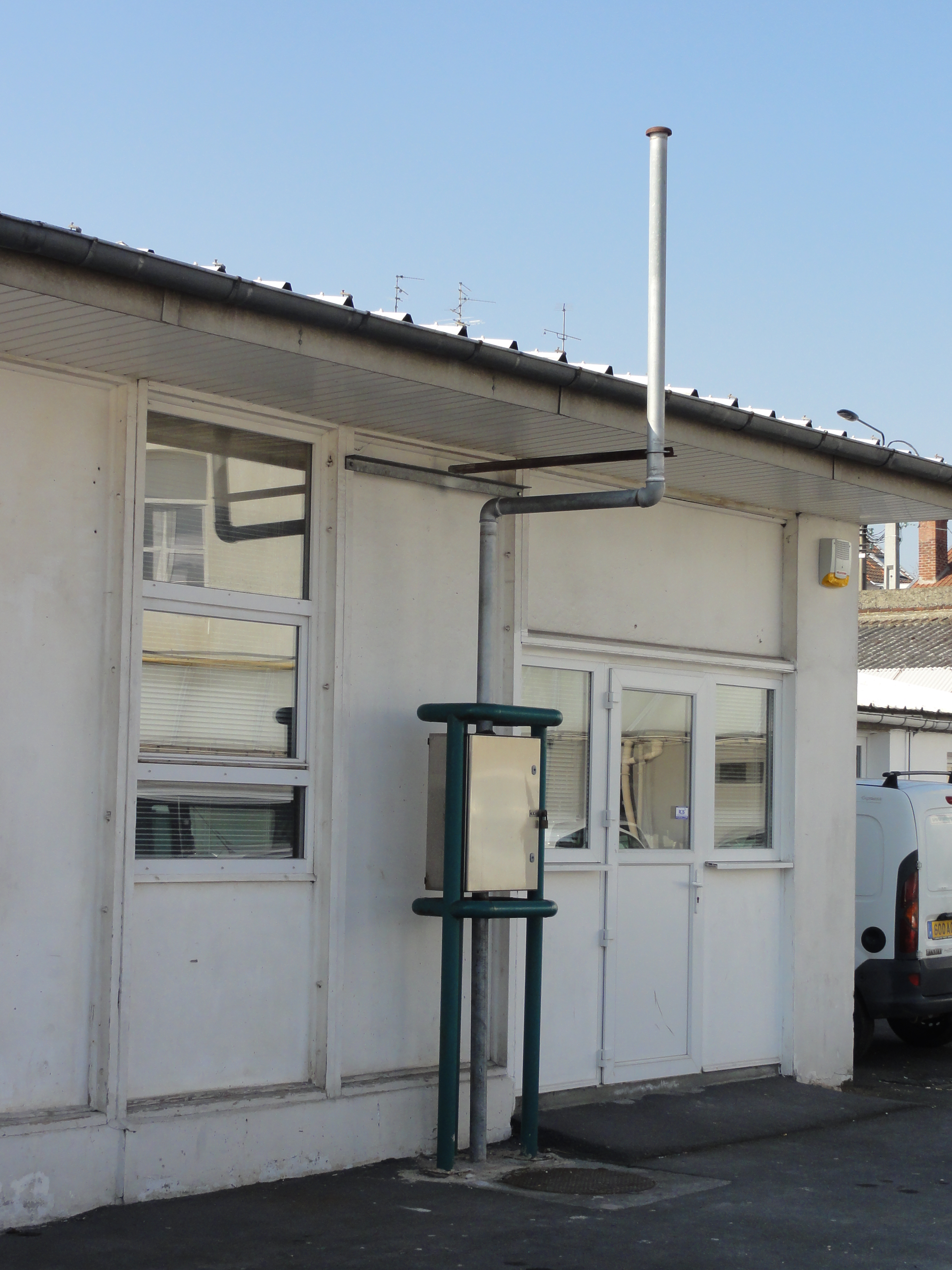
La tête de puits matérialisée et l'exutoire de grisou.
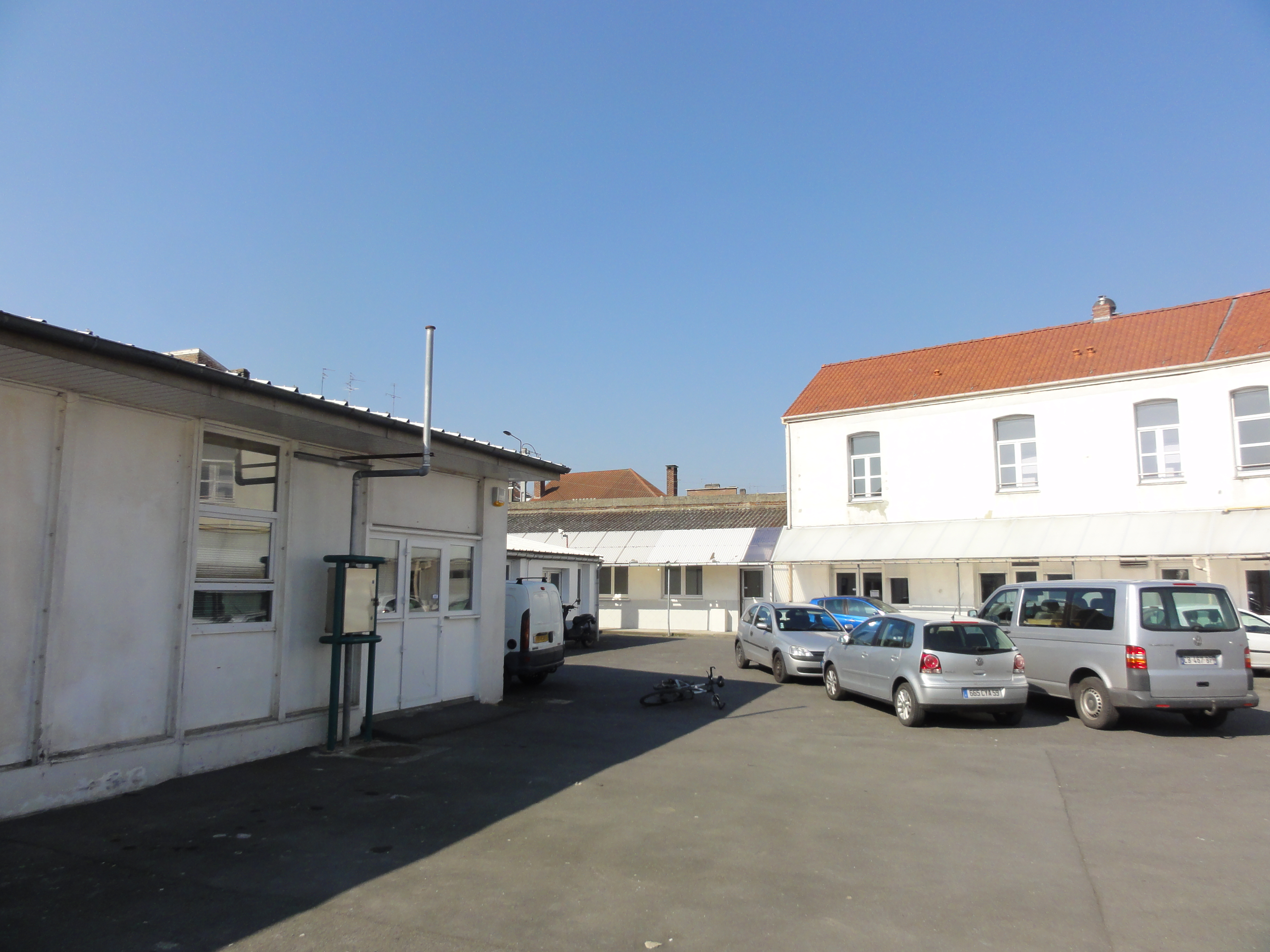
La tête de puits matérialisée dans son environnement.
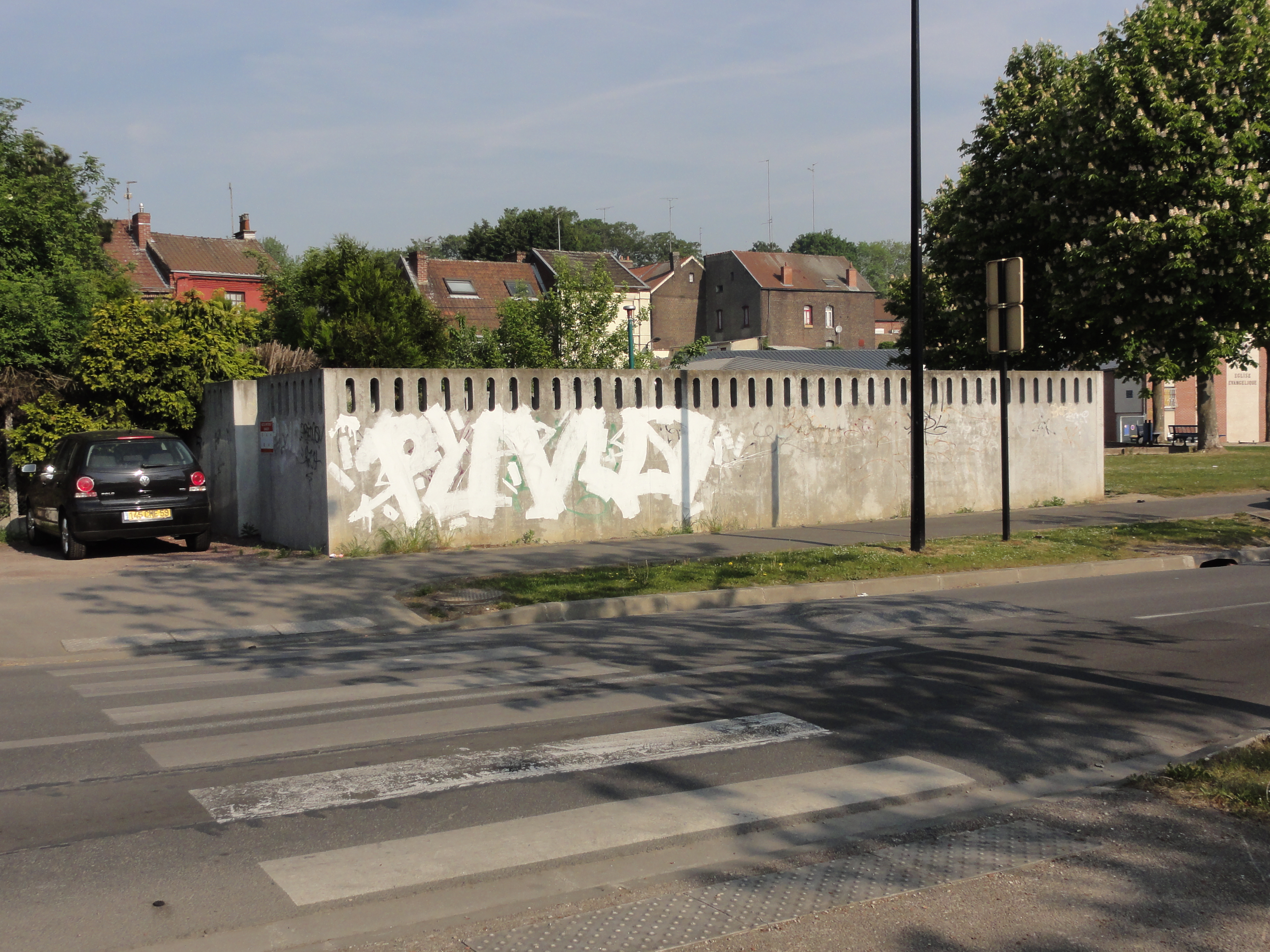
Le sondage de décompression, sur le carreau des fosses du Poirier et du Beaujardin.
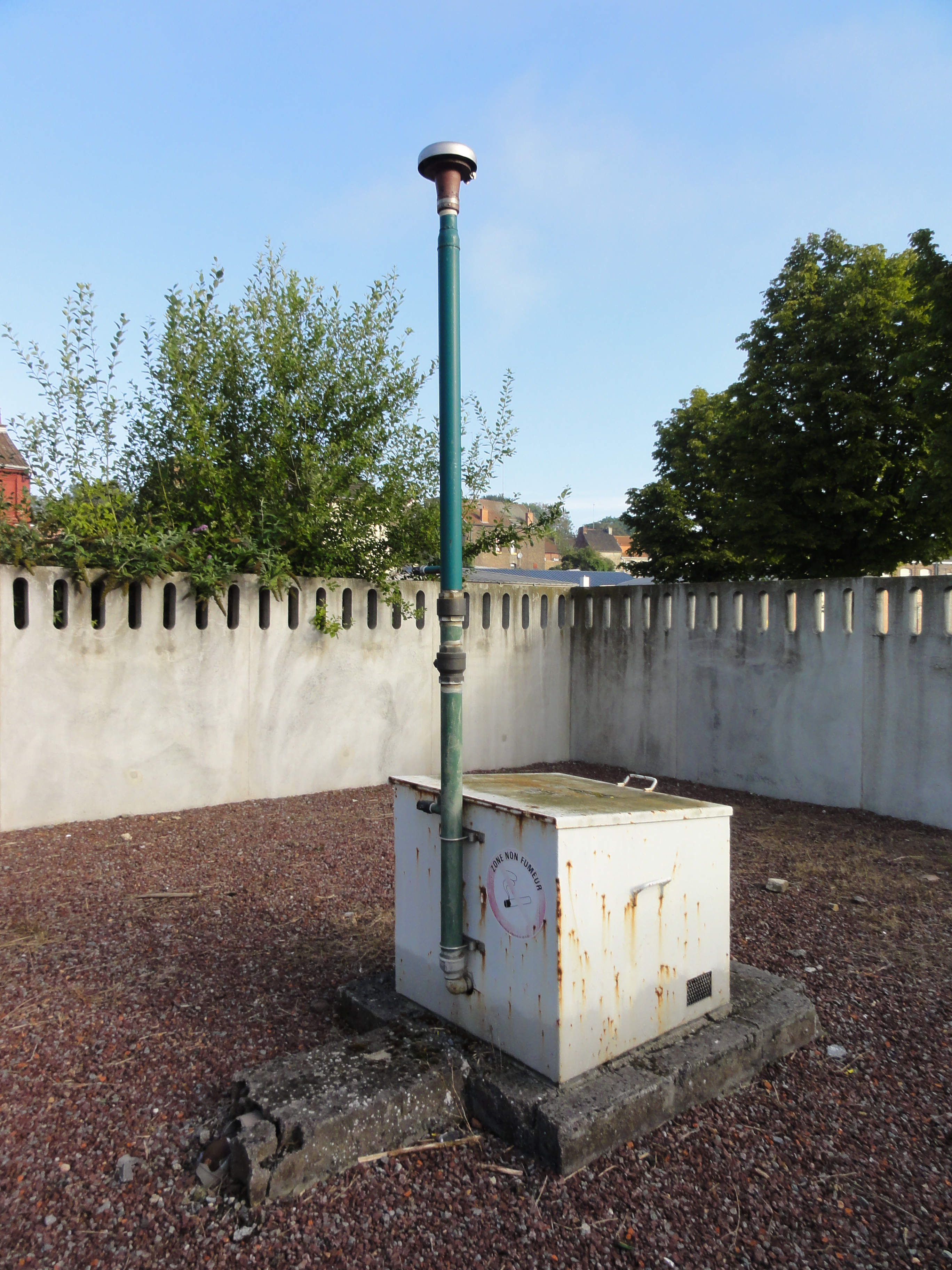
Le sondage de décompression.